# Oratorio dei Santi Antonio e Rocco
L'oratorio dei Santi Antonio e Rocco è un luogo di culto cattolico situato nel comune di Varese Ligure, in via della Chiesa, in provincia della Spezia. L'oratorio è ubicato nelle vicinanze della chiesa parrocchiale di San Giovanni Battista.

## Storia e descrizione
Edificato nel XVII secolo, in stile barocco, è sede della quattrocentesca confraternita omonima - fondata nel 1451 e tuttora attiva - e conserva al suo interno diverse decorazioni, affreschi e ornamenti religiosi tra i quali crocifissi processionali, fanali e pastorali.
Nella volta sono presenti cicli affrescati del pittore Giuseppe Galeotti; alle pareti le raffigurazioni dei Dodici Apostoli e sopra il portone d'ingresso una tela con Ultima Cena databile al 1575-1610 (cfr. Catalogo Beni Culturali).